# Diva (théâtre musical)
Pour les articles homonymes, voir Diva.
Diva est un réseau français de créateurs du nouveau théâtre musical créé fin 2007 par Cathy Sabroux et Jacky Azencott, fondateurs du Sous-Sol à Ménilmontant et de Musiques en Festivals. 
La grande Exposition musicale Diva à la Cartoucherie (27 spectacles au printemps 2008) en fut le premier "manifeste" mobilisant à Paris  auteurs, metteurs en scène, compositeurs, chorégraphes et interprètes du théâtre musical, et des milliers de spectateurs.
En 2009, Diva inaugure la « Grande fête du théâtre musical » au théâtre Comedia -Maurice Molina (ancien Eldorado) avec le partenariat de Regard en coulisse et de France Musique. Cette soirée réunit cent artistes du théâtre et de la comédie musicale est diffusée par France Musique le 24 mai dans l'émission 42e rue présentée par Laurent Valière, et retransmise le 18 juin de 20h à 22h30 dans son intégralité.
Les "Rencontres Diva de la création" du 2 au 13 juin 2009, au Théâtre du Petit St Martin et à la Péniche Opéra présentent, avec le soutien de la SACD, 15 nouveaux projets de théâtre musical, dont la plupart sont alors en cours de production.
En deux ans, programmations et lectures musicales organisées par Diva en partenariat avec plusieurs théâtres parisiens, ont fait connaître à des milliers de spectateurs et de professionnels  65 spectacles, dont 40 œuvres nouvelles.
À travers colloques, concerts, et évènements comme la Grande Fête du Théâtre musical qui a rassemblé 175 artistes sur scène au Théâtre Comédia, Diva crée un lien vivant entre artistes, publics et professionnels du théâtre musical.
L'édition 2011 a été l'occasion de proposer une soirée au profit de CARE France, lors de laquelle les artistes se sont produits gratuitement.

## Critiques
Pour Télérama, le festival Diva 2008 à la Cartoucherie de Vincennes a été « vingt raisons d'être bousculé, ému. Et séduit. ». Pour le Figaro Magazine, le festival Diva rassemble « un joli florilège de spectacles musicaux à la française, où l'on s'amuse, où l'on sort des sentiers battus. ». Pour le Parisien, Diva est une « vitrine de la création, vivier de talents ». Pour le Canard Enchainé, le renouveau du théâtre musical est indéniable, avec une « liberté d'écriture, qualité des compositions, originalité et modernité des thèmes abordés, tout cela, servi par des interprètes impeccables ».